# Luftwaffen-SV Hambourg
Le Luftwaffen-SV Hamburg fut un club allemand de football qui eut une existence éphémère de 1942 à 1945. Il fut une des équipes "militaires" les plus réputées de cette époque et atteignit la finale du championnat allemand en 1944.

## Histoire

### Clubs sportifs militaires
Au fil du déroulement de la Seconde Guerre mondiale, des clubs sportifs militaires furent constitués aussi bien sur le territoire allemand que dans les zones occupées. Le but de ces associations était de soutenir le moral aussi bien des troupes que des populations civiles avoisinantes. En plus du Luftwaffen-SV Hamburg, on peut citer les noms de Luftwaffen-SV Dantzig, SV du SG SS Strasbourg, Mölders Cracovie, ou encore les Heeres-SV Gross Born.
Certains commandants militaires cherchèrent "à recruter" des joueurs habiles ou bien connus dans leur club d'origine. Pour les joueurs, faire partie d'un club militaire, c'était une possibilité d'éviter les dangers du service dans les forces armées. Parmi les équipes les plus célèbres de l'époque, il y eut les Rote Jäger (chasseurs rouges) composée par Hermann Graf, Commandant des Pilotes de chasse allemands. Cette équipe comprenait, entre autres, le fameux international Fritz Walter et le sélectionneur fédéral Sepp Herberger.
Le LSV Hamburg a été constitué le 8 décembre 1942, sous le commandement du Colonel Laicher, qui était à la tête de l'Artillerie antiaérienne défendant la ville de Hambourg. L'équipe était dirigée par Otto Faist qui entraîna  Schalke 04 qu'il conduisit jusqu'au titre, lors du Championnat allemand 1939 et une écrasante victoire en finale (9-0), contre Admira Vienne.

### Succès rapides
Le Luftwaffe-SV Hambourg joua dans la Gauliga-Hambourg à partir de 1943. Cette Ligue avait été constituée l'année précédente après la scission de l'ancienne Gauliga-Nordmark (une des 16 gauligen formée en 1933). L'équipe jouait ses matches "à domicile" sur le terrain d'Hoheluft qui était le stade du Victoria Hamburg.
Le L-SV Hambourg disputa la finale de la Tschammer Pokal (ancêtre de l'actuelle DFB-Pokal) en 1943. Il fut battu (2-3) contre First Vienna FC. Le L-SV Hamburg domina copieusement la Gauliga Hambourg lors du Championnat 1943-44. Auteur de 17 victoires et un partages sur ses 18 rencontres, il écrasa ses adversaires avec une différence de buts générale de 117 à 13 ! Le club militaire atteignit la finale nationale où il fut battu, le 18 juin 1944 (12 jours après le Débarquement !) contre Dresdner SC, qu'il avait pourtant éliminé en Coupe.
En raison de la tournure prise par la guerre, la phase finale de l'édition 1944 du championnat avait été supprimée et VfR Mannheim avait été déclaré champion. Mais à la suite d'une grande vague de protestations, la phase finale se déroula en match à élimination directe en une seule manche. Mannheim passa le premier tour difficilement (2-1 après prolongations) contre le Bayern Munich, puis fut éliminé, en huitièmes de finale, par Nuremberg? Celui-ci fut sorti par Dresdner SC, le futur champion. Les demi-finales se jouèrent le 4 juin 1944. Joueurs et spectateurs ne savaient pas encore que...deux jours plus tard aurait lieu le Débarquement de Normandie.

## Disparition
Dans une tentative désespérée de maintenir le moral des troupes et de la population civile, face à l'écroulement progressif du IIIe Reich, le championnat de football reprit immédiatement durant l'été 1944, sans attendre les trois mois d'arrêt respectés précédemment. Mais après l'entrée des Alliés en Allemagne, à l'automne 44, la compétition cessa. Quelques matches amicaux épars furent encore disputés. On considère que le 23 avril 1945, le match amical entre Hamburger SV et le FC Altona 93 fut la dernière rencontre de football de l'ère nazie.

## Anciens joueurs
- Robert Gebhart
- Ludwig Janda
- Willy Jürissen
- Karl Miller
- Reinhold Münzenberg